# 赤池 (山梨県)
赤池（あかいけ）は、精進湖の南東、富士パノラマラインの瀬之波橋の真下付近に大雨が降り続くと出現する紡錘形の一時的湖沼である。直径は約70m程度。富士六湖とも呼ばれる。キャンプ場（CAMP AKAIKE）敷地内の北側に位置する。地権者は富士観光開発株式会社。

## 概説
普段は草に覆われた湿地であり、台風や大雨により精進湖の水位が上昇したとき、地下水を通じて赤池が出現するとされていた。2021年、富士山科学研究所によって直近の降雨が地下浸透後、地下深部へ移動することなく比較的短期間（数日程度）で流出したものであるという研究結果が明かされた。1980年以降では、1982年、1983年、1989年、1991年、1998年、2004年、2011年、2020年、2021年に出現した。前述の通り湖底は草であるため陽光により湖面が緑色に見える。
2021年の研究結果以前は、「半世紀ほど前までは日常的に存在していたようだが、精進湖と地下でつながっている本栖湖と西湖の湖水が発電用に放水されるようになってから姿を消したと推測」されていた。